# Karol Adwentowicz
Karol Adwentowicz (sinh ngày 19 tháng 10 năm 1871 - mất ngày 19 tháng 7 năm 1958) là một diễn viên và đạo diễn sân khấu người Ba Lan.

## Sự nghiệp
Karol Adwentowicz đã đạo diễn nhiều vở kịch và biểu diễn trên sân khấu của một số nhà hát, trong đó có Nhà hát Słowacki ở Kraków vào năm 1912. Trong hai năm 1933-1934, ông cùng Stefan Jaracz điều hành Nhà hát Ateneum ở Warsaw. Ngoài ra, Karol Adwentowicz còn là người sáng lập Nhà hát Kameralny tại thủ đô.

## Thành tích nghệ thuật

### Vai diễn sân khấu
| - 1900 – Baśń Nocy Świętojańskiej - 1900 – Odludki i poeta trong vai Czesław - 1900 – Nasi najserdeczniejsi trong vai Maurycy - 1900 – Dla szczęścia trong vai Mlicki - 1900 – Ksenia trong vai Dimo Anthimos - 1900 – Czerwona toga trong vai Ardeuil - 1901 – Pan Alfons trong vai Oktaw - 1901 – Sobótki trong vai Jerzy v. Hartwig - 1901 – Spuścizna trong vai Hugo - 1901 – Wesele trong vai Poeta - 1901 – Warszawianka - 1901 – Na jedną kartę trong vai Karol hrabia Drahomir - 1901 – Łapownicy trong vai Aleksander Żadow - 1901 – Popiel i Piast trong vai Metody - 1901 – Bajka trong vai Robert Well - 1902 – Złote runo trong vai Zygmunt Przecławski - 1902 – Zagadka trong vai Vivarce - 1902 – Bracia Lerche trong vai Juliusz Poraj - 1902 – Życie publiczne trong vai Martin - 1902 – Ruy Blas trong vai Ruy Blas - 1902 – Na marne trong vai Adam - 1902 – Urzędowazona trong vai Obcy mężczyzna - 1902 – Zimowa opowieść trong vai Dworzanin Leontesa - 1902 – Nasze szwaczki trong vai Andrzej - 1902 – Wieczór Trzech Króli trong vai Orsino - 1902 – Nierówna miara trong vai Goński - 1902 – Horsztyński trong vai Szczęsny - 1902 – Miss Hobbs - 1902 – Intryga i miłość trong vai Ferdynand - 1902 – Azja Tuhaj-Beyowicz trong vai Adam - 1902 – Krzyżacy - 1902 – Jeden dzień trong vai Henryk - 1902 – Śpiący rycerze trong vai Ziemiec - 1902 – Miarka za miarkę trong vai Wincencio - 1902 – Manowcami trong vai Cyryl - 1903 – Dom wariatów trong vai Alfred Klapson - 1903 – Tamten trong vai Kazimierz - 1903 – Dyktator trong vai Bohdan - 1903 – Kobieta ze sztyletem trong vai Leonard - 1903 – Na zawsze trong vai Obcy - 1903 – Złocienie trong vai Henryk hrabia Radoszewski - 1903 – Stary mąż trong vai Stanisław Janikowski - 1903 – W noc lipcową trong vai Paweł Maroński - 1903 – Niebezpieczeństwo trong vai Freydieres - 1903 – Nasi dekadenci trong vai Zdzisław Komorowicki - 1903 – Wianek mirtowy trong vai Władysław - 1903 – Sybir trong vai Zosiej Grygoriewicz Aniuszkin - 1903 – Kasztelanka trong vai Andrzej Jossan - 1903 – Gwiazda Syberii trong vai Zdzisław - 1903 – Papla trong vai Valantin |  | - 1903 – Paweł Lange i Tora Parsberg trong vai Rienne - 1903 – Zmartwychwstanie trong vai Kniaź Dmitrij Niechludow - 1903 – Dzika kaczka trong vai Gregor Werle - 1903 – Śnieg trong vai Tadeusz - 1903 – Serdeczne dzieje trong vai Fabrycio Arcieri - 1903 – Safanduły trong vai Marceli Cavalier - 1904 – Interes interesem trong vai Lucjan Garraud - 1904 – Faust trong vai doktor Faust - 1904 – Antonina Sabrier trong vai Rene Dangenne - 1904 – Poniedziałek karnawałowy trong vai Hans Rudorff - 1904 – Eros i Psyche trong vai Eros; Stanisław - 1904 – Dzieci Waniuszyna trong vai Konstanty - 1904 – Nieporozumienie trong vai Korski - 1904 – Doktor Rentlow trong vai Stanisław Stanowski - 1904 – Tęcza trong vai Ksawery Barcicki - 1904 – Wszystko dobre, co się dobrze kończy trong vai Bertram - 1904 – Labirynt - 1904 – Anonimy trong vai Henryk Lacreusette - 1904 – Capstrzyk trong vai Von Hoven - 1904 – Nitka jedwabiu trong vai Jonatan - 1904 – Konfederaci barscy trong vai De Choisy - 1904 – Lekkomyślna siostra trong vai Olszewski - 1904 – Tkacze trong vai Becker - 1904 – Wesele Sobeidy trong vai Bogaty kupiec - 1904 – Zaszumi las trong vai Leon Morski - 1904 – Betlejem polskie trong vai Ułan z roku 1831 - 1905 – Zaczarowane koło trong vai Jasiek - 1905 – Cień trong vai Aleksander - 1905 – Ponad siły trong vai Holger - 1905 – Ijola trong vai Arno - 1905 – Ryszard III trong vai Georgius, książę Clarencji - 1905 – Majster - 1905 – Ksiądz Marek trong vai Kazimierz Pułaski - 1905 – Figurantka - 1905 – Mieszczanie trong vai Nil - 1905 – Na dnie - 1905 – W jaskini lwa trong vai Gaston Chalindrey - 1905 – Medor trong vai Bondaine - 1905 – Weseli małżonkowie trong vai Barintin - 1905 – Moloch trong vai Zbigniew - 1905 – Karykatury trong vai Antoni Relski - 1905 – Macierzyństwo - 1905 – Birbant trong vai Jack Worthing - 1905 – Mały Eyolf trong vai Alfred Almers - 1905 – Żydzi trong vai Nachman - 1905 – Przeor paulinów trong vai Adolf Muller - 1905 – Gioconda trong vai Lucio Settala - 1906 – Gra trong vai Kazimierz; Roman Ślarski - 1906 – Wujaszek Wania trong vai Michał Astrow - 1906 – Ku miłości trong vai Jacek Martel - 1906 – Złodziej trong vai hrabia Karol Czarski - 1906 – Piękna Marsylianka trong vai Crisency - 1906 – Dobrodziej złodziei trong vai Avril - 1906 – Odwieczna baśń trong vai Król - 1906 – Milczenie trong vai Marek Kryszna |

### Phim tiêu biểu
| Năm  | Tựa đề                                | Vai diễn          | Ghi chú |
| ---- | ------------------------------------- | ----------------- | ------- |
| 1912 | Pomszczona krzywda                    |                   |         |
| 1934 | Przeor Kordecki – obrońca Częstochowy | Augustyn Kordecki |         |